# Consulta de conocimientos y lenguaje de manipulación
La consulta de conocimientos y de lenguaje de manipulación, o CCLM (Knowledge Query and Manipulation Language KQML en inglés), es un lenguaje y protocolo para la comunicación entre los agentes de software y sistemas basados en conocimiento. Fue desarrollado en la década de 1990 es parte DARPA knowledge Sharing Effort , que tenía por objeto el desarrollo de técnicas para la construcción de grandes bases de conocimientos a gran escala que son compartibles y reutilizables. Si bien originalmente concebido como una interfaz para sistemas basados en el conocimiento, pronto fue reutilizado como idioma de comunicación de agentes.
El trabajo en KQML fue dirigido por Tim Finín de la Universidad de Maryland, Baltimore County y Jay Weber de EITech y las contribuciones de muchos investigadores involucrados.
El formato del mensaje KQML y el protocolo puede utilizarse para interactuar con un sistema inteligente, ya sea por un programa de aplicación, o por otro sistema inteligente. "KQML de performativos" son operaciones que los agentes realizan unos a otros los conocimientos y las tiendas de meta. Interacciones de mayor nivel, tales como redes de contrato y la negociación se construyen utilizando estos. "KQML facilitadores de la comunicación" coordinar las interacciones de los agentes de otro tipo para apoyar el intercambio de conocimientos.
Los sistemas de prototipo experimental de apoyo de ingeniería concurrente, el diseño inteligente, inteligente planificación y programación.
KQML es sustituida por la FIPA-ACL.
- Datos: Q5784878